# Мятеж де ла Уэрты
Мятеж де ла Уэрты — выступление сторонников бывшего президента Мексики Адольфо де ла Уэрты против правительства президента Альваро Обрегона с целью недопущения выдвижения кандидатом в президенты Мексики генерала Плутарко Кальеса.
В конце срока правления президента Обрегона, когда нужно было назначить президентские выборы, Конституционалистская Либеральная партия, стоявшая за ним, раскололась на два блока. С одной стороны, обрегонисты (obregonistas), поддержавшие кандидатуру генерала Кальеса, а с другой — делауэртисты (delahuertistas), в том числе Национальная кооперативистская партия Хорхе Прието Лауренса, поддержавшие Адольфо де ла Уэрта.
Мятеж начался 6 декабря 1923 в Веракрусе, когда командовавший военным округом генерал Гуадалупе Санчес объявил о неподчинении своих войск правительству. 7 декабря де ла Уэрта, приехавший в город, опубликовал свой "план Веракруса", в котором помимо критики правления Обрегона предлагал продолжить аграрную реформу и учредить банк для поддержки новых собственников земли, принять рабочее законодательство, предоставить женщинам избирательные права. 
Восстание поддержали 8 из 35 командующих военными округами. В середине декабря мятежники контролировали большую часть штатов Веракрус, Табаско, Халиско, Оахака, Сан-Луис-Потоси и некоторые территории в штатах Дуранго, Юкатан, Сакатекас, Мичоакан. Несмотря на то что в начале декабря 1923 года против правительства восстало примерно 40% личного состава армии (около 23 000 военнослужащих), у мятежников не было ни единого командования, ни единой территории, ни согласованного плана действий. Многие выступившие против Обрегона генералы отказывались признавать "план Веракруса" и самого де ла Уэрту в качестве лидера движения и стали творить беззаконие на подконтрольной им территории, прекращали проведение аграрной реформы, убивали профсоюзных и крестьянских активистов. 
8 декабря 1923 года с манифестом к нации обратился генерал Кальес, который назвал мятеж выступлением реакционеров и контрреволюционеров. Правительство стало организовывать рабочие батальоны для несения гарнизонной службы. Рабочие и крестьяне стали организовывать на захваченной мятежниками территории партизанские отряды, которые стали совершать диверсии на ж/д и телефонных линиях. Профсоюзы и мексиканская компартия охарактеризовали мятеж как фашистский. США также поддержали правительство и согласились продать ему оружие, в том числе самолеты, и предоставить кредит в 1,3 миллиона долларов.
Крупных боев в ходе мятежа было мало. Противоборствующие стороны старались избегать прямой конфронтации и занимали те населенные пункты, где не было противника. 24 января 1924 года правительственные войска одержали крупную победу над мятежниками у Эсперансы и стали продвигаться к Веракрусу. 9 февраля в штате Халиско у городка Окотлан была разбита другая группировка восставших. 11 февраля правительственные войска без боя заняли Веракрус, за неделю до этого покинутый де ла Уэртой. Лично возглавивший армию Обрегон с марта по июнь подавил последние очаги мятежа. 17 июня пала столица штата Табаско Вильяэрмоса, последний оплот повстанцев. Де ла Уэрта бежал в США. Около двадцати генералов-мятежников, сдавшихся на милость правительства, были расстреляны. 
Мятеж де ла Уэрты, являвшийся по своему размаху самой настоящей гражданской войной, обошелся Мексике в семь тысяч убитых, 100 миллионов песо и сокращением ВВП на 7,9%.